# 절대 갈루아 군

실수의 절대 갈루아 군 은 2차 순환군이다. 이는 가 의 분해 가능 폐포이며, 차수가 2이기 때문이다.

대수적 수론 및 체론에서, 절대 갈루아 군(絶對Galois群, 영어: absolute Galois group)은 주어진 체의 최대 갈루아 확대의 갈루아 군이다. 분해 가능 폐포 {\displaystyle K^{\operatorname {sep} }}의 선택에 의존하지만, 이는 체의 확대의 동형 아래 유일하므로, 절대 갈루아 군은 “내부 자기 동형” 아래 유일하다. 또한, 절대 갈루아 군의 군 코호몰로지는 분해 가능 폐포의 선택에 의존하지 않는다. 완전 비분해 확대의 자기 동형군은 자명하므로, 절대 갈루아 군은 대수적 폐포 {\displaystyle {\bar {K}}}의 자기 동형군과 동형이지만, 대수적 폐포는 갈루아 확대가 아닐 수 있다.
대역체의 절대 갈루아 군의 구조에 대한 완전한 이해는 요원하며, 이는 대수적 수론 및 산술 기하학의 주요 목표 가운데 하나다.

## 정의
임의의 체 {\displaystyle K}가 주어졌을 때, 그 분해 가능 폐포 {\displaystyle K^{\operatorname {sep} }}는 {\displaystyle K}의 갈루아 확대를 이룬다. ({\displaystyle K}가 완전체일 때, {\displaystyle K^{\operatorname {sep} }}는 대수적 폐포 {\displaystyle {\bar {K}}}와 같다. 이는 예를 들어 표수 0의 체나 유한체에 대하여 성립한다.) 그 갈루아 군
{\displaystyle \operatorname {Gal} (K^{\operatorname {sep} }/K)}
(즉, {\displaystyle K} 위에서 항등인 {\displaystyle K^{\operatorname {sep} }}의 자기 동형 사상들이 함수의 합성에 따라 이루는 군)을 {\displaystyle K}의 절대 갈루아 군이라고 한다.
체 {\displaystyle K}의 절대 갈루아 군은 {\displaystyle K^{\operatorname {sep} }}의 선택에 의존하지만, 동형 아래 유일하다. 구체적으로, {\displaystyle L/K}와 {\displaystyle \sigma (L)/\sigma (K)}가 분해 가능 폐포이며,
{\displaystyle \sigma \in \operatorname {Isom} (L/K,\sigma (L)/\sigma (K))}
가 그 사이의 {\displaystyle K}-대수 동형일 때,
{\displaystyle \operatorname {Gal} (\sigma (L)/\sigma (K))=\sigma \circ \operatorname {Gal} (L/K)\circ \sigma ^{-1}}
이다.

## 성질

### 노이키르히-우치다 정리
노이키르히-우치다 정리(영어: Neukirch–Uchida theorem)에 따르면, 임의의 두 대수적 수체 {\displaystyle K_{1}}, {\displaystyle K_{2}} 및 절대 갈루아 군 사이의 위상군 동형 사상
{\displaystyle \phi \colon \operatorname {Gal} ({\bar {K}}_{1}/K_{1})\xrightarrow {\cong } \operatorname {Gal} ({\bar {K}}_{2}/K_{2})}
에 대하여, 다음 조건을 만족시키는 유일한 체 동형 사상 {\displaystyle \sigma \colon {\bar {K}}_{1}\xrightarrow {\cong } {\bar {K}}_{2}}가 존재한다.
{\displaystyle \sigma (K_{1})=K_{2}}
{\displaystyle \phi (g)=\sigma \circ g\circ \sigma ^{-1}\qquad \forall g\in \operatorname {Gal} ({\bar {K}}_{1}/K_{1})}
이를 그림으로 나타내면 다음과 같다.
{\displaystyle {\begin{matrix}K_{1}&\hookrightarrow &{\bar {K_{1}}}&{\xrightarrow[{\cong }]{g}}&{\bar {K_{1}}}\\{\scriptstyle \sigma |_{K_{1}}}\downarrow &&\downarrow {\scriptstyle \sigma }&&\downarrow {\scriptstyle \sigma }\\K_{2}&\hookrightarrow &{\bar {K_{2}}}&{\xrightarrow[{\phi (g)}]{\cong }}&{\bar {K_{2}}}\end{matrix}}}
특히, 임의의 두 대수적 수체 {\displaystyle K_{1}}, {\displaystyle K_{2}}에 대하여, 다음 두 조건이 서로 동치이다.
- {\displaystyle \operatorname {Gal} ({\bar {K_{1}}}/K_{1})\cong \operatorname {Gal} ({\bar {K_{2}}}/K_{2})}
- {\displaystyle K_{1}\cong K_{2}}

### 역문제
모든 사유한군은 어떤 갈루아 확대의 갈루아 군과 동형이지만,:12 모든 사유한군이 어떤 절대 갈루아 군과 동형이지는 않다. 예를 들어, 아르틴-슈라이어 정리에 따르면, 유한 절대 갈루아 군은 자명군이거나 2차 순환군이다.
모든 사영 사유한군은 어떤 유사 대수적으로 닫힌 체의 절대 갈루아 군과 동형이다. 이 결과는 알렉산데르 루보츠키(히브리어: אלכסנדר לובוצקי)와 라우 판덴드리스(네덜란드어: Lou van den Dries)가 증명하였다.:208, 545

## 예
대수적으로 닫힌 체의 절대 갈루아 군은 자명군이다.
실수체의 절대 갈루아 군
{\displaystyle \operatorname {Gal} (\mathbb {C} /\mathbb {R} )\cong \mathbb {Z} /2}
은 2차 순환군이며, 이는 항등 함수와 복소켤레로 이루어진다.

### 유한체
임의의 유한체 {\displaystyle \mathbb {F} _{q}}의 절대 갈루아 군은 정수환의 사유한 완비화와 동형이다.
{\displaystyle \operatorname {Gal} ({\bar {\mathbb {F} _{q}}}/\mathbb {F} _{q})\cong {\hat {\mathbb {Z} }}=\varprojlim _{n}\mathbb {Z} /n\mathbb {Z} \cong \prod _{p}\mathbb {Z} _{p}}
또한, 프로베니우스 사상
{\displaystyle \operatorname {Frob} _{\mathbb {F} _{q}}\in \operatorname {Gal} ({\bar {\mathbb {F} _{q}}}/\mathbb {F} _{q})}
{\displaystyle \operatorname {Frob} _{\mathbb {F} _{q}}\colon x\mapsto x^{q}}
은 그 위상 생성원(영어: topological generator)을 이룬다 (즉, 이를 생성원으로 하는 순환군은 절대 갈루아 군의 조밀 부분군이다).

### 유리수체와 샤파레비치 추측
유리수체의 절대 갈루아 군 {\displaystyle \operatorname {Gal} ({\bar {\mathbb {Q} }}/\mathbb {Q} )}의 구조는 알려지지 않았다. 예를 들어, 유리수체의 최대 아벨 확대 {\displaystyle \mathbb {Q} ^{\operatorname {ab} }=\mathbb {Q} (\mu )}의 절대 갈루아 군 {\displaystyle \operatorname {Gal} ({\bar {\mathbb {Q} }}/\mathbb {Q} ^{\operatorname {ab} })}이 가산 계수 자유 사유한군인지 여부는 알려지지 않았다. 이를 샤파레비치 추측(Шафаре́вич推測, 영어: Shafarevich's conjecture)이라고 하며, 이고리 샤파레비치가 추측하였다.:449:521 만약 샤파레비치 추측이 참이라면, {\displaystyle \mathbb {Q} ^{\operatorname {ab} }}의 임의의 유한 확대의 절대 갈루아 군 역시 자유 사유한군이다. (이는 유한 부분 확대의 절대 갈루아 군은 유한 지표 닫힌 부분군이며, 위상군의 유한 지표 닫힌 부분군은 항상 열린 부분군이며, 자유 사유한군의 열린 부분군은 항상 자유 사유한군이기 때문이다.)
{\displaystyle \operatorname {Gal} ({\bar {\mathbb {Q} }}/\mathbb {Q} )}에 대하여, 다음과 같은 성질들이 성립한다.
- 벨리 정리에 따라, {\displaystyle \operatorname {Gal} ({\bar {\mathbb {Q} }}/\mathbb {Q} )}는 데생당팡들 위에서 충실하게 작용한다.
- {\displaystyle \operatorname {Gal} ({\bar {\mathbb {Q} }}/\mathbb {Q} )}는 그로텐디크-타이히뮐러 군(영어: Grothendieck–Teichmüller group)의 부분군과 동형이다.

### 유리 함수체
임의의 대수적으로 닫힌 체 {\displaystyle K}의 유리 함수체 {\displaystyle K(t)}의 절대 갈루아 군은 계수 {\displaystyle |K|}의 자유 사유한군이며, 따라서 {\displaystyle K(t)}의 임의의 유한 확대의 절대 갈루아 군 역시 자유 사유한군이다. 이는 아드리앙 두아디(프랑스어: Adrien Douady)가 리만 존재 정리를 사용하여 표수 0에 대하여 증명하였다. 일반적인 경우는 데이비드 하베터(영어: David Harbater)와 플로리안 포프(루마니아어: Florian Pop)가 증명하였으며, Dan Haran과 Moshe Jarden이 대수적으로 재증명하였다.
특히, 대역 함수체에 대한 샤파레비치 추측(대역 함수체 {\displaystyle K}의 모든 원분체들의 합성체 {\displaystyle K(\mu )}의 절대 갈루아 군은 자유 사유한군)은 참이다.

### p진 국소체
{\displaystyle K}가 p진수체 {\displaystyle \mathbb {Q} _{p}}의 유한 확대라고 하자. 만약 {\displaystyle p\neq 2}라면, {\displaystyle K}의 절대 갈루아 군 {\displaystyle \operatorname {Gal} ({\bar {K}}/K)}는 위상 유한 표시 사유한군이며, {\displaystyle [\mathbb {K} :\mathbb {Q} _{p}]+3}개의 위상 생성원 및 2개의 관계에 의한 표시를 갖는다. 이는 우베 얀센(독일어: Uwe Jannsen)과 카이 빙베르크(독일어: Kay Wingberg)가 증명하였다.:Theorem 7.5.10:419, Theorem 7.5.14 {\displaystyle p=2}인 경우는 완전한 묘사가 알려져 있지 않다.:§VII.5:417, §VII.5

### 기타
유리수체의 대수적 폐포 {\displaystyle {\bar {\mathbb {Q} }}}의 최대 전실(영어: totally real) 부분체의 절대 갈루아 군 역시 완전히 묘사되었다.

## 참고 문헌
1. 1 2  Fried, Michael D.; Jarden, Moshe (2008). 《Field arithmetic》. Ergebnisse der Mathematik und ihrer Grenzgebiete. 3. Folge (영어) 11 3판. Berlin: Springer. doi:10.1007/978-3-540-77270-5. ISBN 978-3-540-77269-9. ISSN 0071-1136. LCCN 2008924174. MR 2445111. Zbl 1145.12001. 구글 도서 FNk[…].
2. ↑  Szamuely, Tamás (2009), 《Galois Groups and Fundamental Groups》, Cambridge studies in advanced mathematics 117, Cambridge: Cambridge University Press
3. 1 2 3  Neukirch, Jürgen; Schmidt, Alexander; Wingberg, Kay (2000). 《Cohomology of number fields》. Grundlehren der Mathematischen Wissenschaften (영어) 323. Berlin: Springer. ISSN 0072-7830. MR 1737196. Zbl 0948.11001.
4. 1 2 3  Neukirch, Jürgen; Schmidt, Alexander; Wingberg, Kay (2008). 《Cohomology of number fields》. Grundlehren der Mathematischen Wissenschaften (영어) 323 2판. Berlin: Springer. doi:10.1007/978-3-540-37889-1. ISBN 978-3-540-37888-4. ISSN 0072-7830. LCCN 2008921043. MR 2392026. Zbl 1136.11001.
5. ↑  Douady, Adrien (1964). “Détermination d’un groupe de Galois”. 《Comptes Rendus Hebdomadaires des Séances de l’Académie des Sciences, Paris》 (영어) 258: 5305–5308. ISSN 0001-4036. MR 0162796. Zbl 0146.42105.
6. ↑  Harbater, David (1995). 〈Fundamental groups and embedding problems in characteristic {\displaystyle p}〉.   Fried, Michael D.;  외. 《Recent developments in the inverse Galois problem》 (PDF) (Papers from the Joint Summer Research Conference held at the University of Washington, Seattle, Washington, July 17–23, 1993). Contemporary Mathematics (영어) 186. Providence, RI: American Mathematical Society. 353–369쪽. MR 1352282. Zbl 0858.14013. |장=에 지움 문자가 있음(위치 61) (도움말)
7. ↑  Pop, Florian (1995). “Étale Galois covers of affine smooth curves. The geometric case of a conjecture of Shafarevich. On Abhyankar’s conjecture”. 《Inventiones Mathematicae》 (영어) 120 (3): 555–578. Bibcode:1995InMat.120..555P. doi:10.1007/BF01241142. ISSN 0020-9910. MR 1334484. S2CID 128157587. Zbl 0842.14017. EuDML 144288.
8. ↑  Haran, Dan; Jarden, Moshe (2000). “The absolute Galois group of {\displaystyle C(x)}”. 《Pacific Journal of Mathematics》 (영어) 196 (2): 445–459. doi:10.2140/pjm.2000.196.445. ISSN 1945-5844. MR 1800587. Zbl 0979.12002. |제목=에 지움 문자가 있음(위치 30) (도움말)
9. ↑  Jannsen, Uwe; Wingberg, Kay (1982). “Die Struktur der absoluten Galoisgruppe {\displaystyle {\mathfrak {p}}}-adischer Zahlkörper” (PDF). 《Inventiones Mathematicae》 (영어) 70: 71–98. Bibcode:1982InMat..70...71J. doi:10.1007/BF01393199. ISSN 0020-9910. MR 0679774. S2CID 119378923. Zbl 0534.12010. EuDML 142970. |제목=에 지움 문자가 있음(위치 41) (도움말)
10. ↑  “qtr” (PDF). 2019년 9월 4일에 확인함.

## 같이 보기
- 유체론